# Callimachus (beeldhouwer)

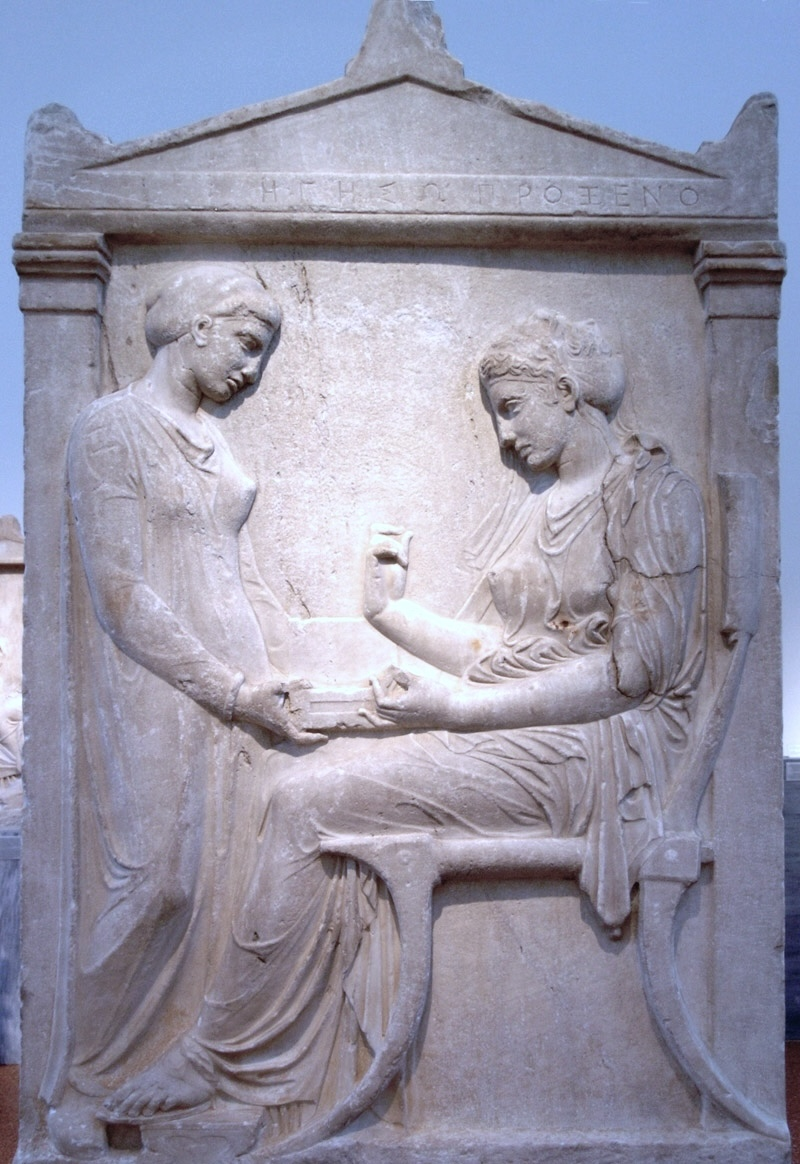
Attische grafstèle van Hègèsô, toegeschreven aan Callimachus (Nationaal Archeologisch Museum van Athene)

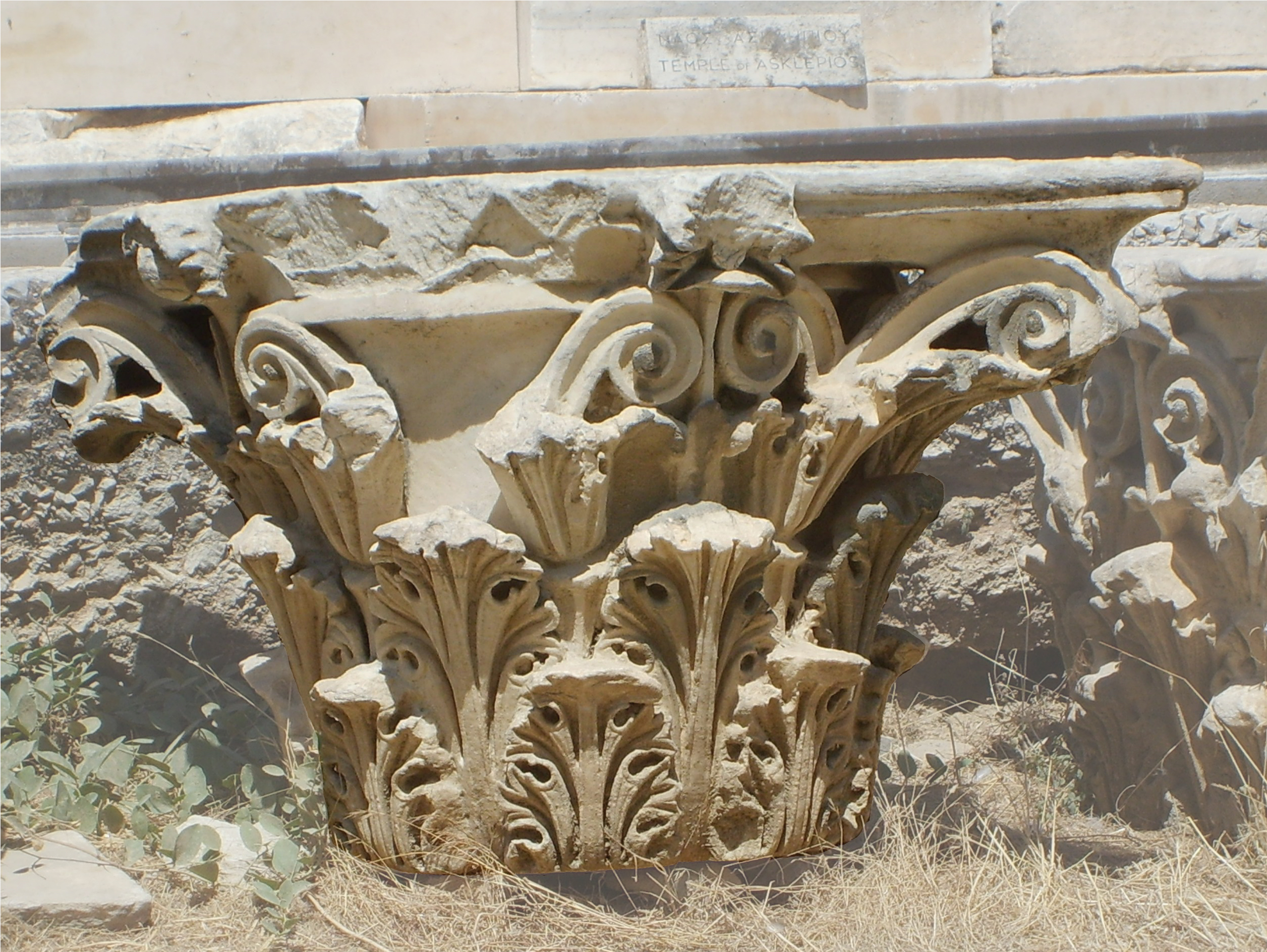
Korinthisch kapiteel

Callimachus (Oudgrieks Καλλίμαχος, Kallímachos) was een oud-Grieks beeldhouwer en edelsmid uit het einde van de 5e eeuw v.Chr.
Zijn kunst gold als uiterst verfijnd. Voor het Erechtheion maakte hij een gouden lamp van grote afmetingen, waarvan de rook naar buiten trok door de holle stam van een bronzen palmboom, die als schoorsteen diende. Volgens de traditie (Vitruvius) werd hij de schepper van het acanthusmotief en de Korinthische Stijl, toen hij toevallig een mandje zag liggen, half overwoekerd door acanthus-bladeren:
"Men zegt dat de originele vorm van dit kapiteel als volgt ontdekt werd: een vrijgeboren meisje uit Korinthe, just van huwbare leeftijd, kreeg een ernstige ziekte en overleed. Na haar begrafenis kwam haar baker met een mandje waarin zij een aantal zaken verzameld had waaraan het meisje tijdens haar leven plezier had beleefd, bracht dit naar het graf, en zette het erop. Zij bedekte het met een dakpan, zodat deze dingen het langer zouden uithouden in de open lucht. Toevallig stond dit mandje precies op de wortels van een acanthusplant. Ondanks dat de wortel door de mand verdrukt werd, liep de plant in het voorjaar uit en groeiden de stengels en bladeren midden door het mandje, en kwamen er aan de zijkanten uit. De stengels die langs de zijden van de mand groeiden werden door de tegel omgebogen tot voluten.
Net rond die tijd kwam Callimachus, die door de Atheners katatêxitechnos werd genoemd om de verfijning en rankheid van zijn werk, langs dit graf en zag de mand met daarin de tere jonge bladeren. Verrukt met de nieuwe stijl en vormgeving maakte hij voor de Korinthiërs een aantal zuilen naar dit patroon, bepaalde de proporties ervan en bepaalde van dat moment de regels voor de Korinthische orde."
Men schrijft hem ook de Danseressen van Laconië toe. Men heeft een van de danseressen uit deze groep geïdentificeerd met een vrouwenbeeld ontdekt in de villa van Herodes Atticus in Eva Loukou.
Kallimachos heeft naast het uitvinden van het korinthisch kapiteel, ook beeldhouwwerken gemaakt. De bekendste is Aphrodite van Kallimachos (410-400 BC). Dit beeld is getypeerd door het afzakkende schouderbandje met een ontblote borst en de typische tegenplooien van "Wet style". Het beeld is veel nagemaakt geweest door de Romeinen omdat Aphrodite (Venus) veel vereerd werd door de familie Caesar, en dus door het hele volk.

## Antieke bronnen
- Pausanias, Beschrijving van Griekenland I 26.6-7; IX 2.5-7.
- Plinius maior, Naturalis Historia XXXIV 92.
- Vitruvius, Bouwkunde IV 1.9-10.

- Gemeinsame Normdatei: 118984365
- Union List of Artist Names: 500006440
- Virtual International Authority File: 95720105
- WorldCat: E39PCjrG9TQHwXwP6VmRmCvQ4m